# 137
| 137                |
| ------------------ |
| Dødsfald - Fødsler |
|                    |

| Gregoriansk kalender | 137 CXXXVII             |
| Ab urbe condita      | 890                     |
| Armensk kalender     | I/T                     |
| Kinesiske kalender   | 2833 – 2834 丙子 – 丁丑 |
| Etiopisk kalender    | 129 – 130               |
| Jødisk kalender      | 3897 – 3898             |
| Hindukalendere       |                         |
| - Vikram Samvat      | 192 – 193               |
| - Shaka Samvat       | 59 – 60                 |
| - Kali Yuga          | 3238 – 3239             |
| Iransk kalender      | 485 BP – 484 BP         |
| Islamisk kalender    | 500 BH – 499 BH         |

Se også 137 (tal)